# Come On Get Higher
"Come On Get Higher" è una canzone scritta da Matt Nathanson e Mark Weinberg. È stata registra da Nathanson e rilasciata come secondo single dall'album Some Mad Hope del 2008. La canzone ha avuto un buon successo commerciale, raggiungendo la posizione 59 nella Billboard Hot 100. In seguito il singolo riceve il disco di platino dalla RIAA.
La canzone ha avuto molte cover da diversi artisti, incluso una versione country del duo Sugarland, il quale è presente una versione live nella edizione deluxe dell'album Love on the Inside.

## Classifiche
| Classifica (2008-09)                  | Posizione |
| ------------------------------------- | --------- |
| Canada (Canadian Hot 100)             | 30        |
| US Billboard Hot 100                  | 59        |
| US Adult Alternative Songs(Billboard) | 3         |
| US Adult Contemporary(Billboard)      | 3         |
| US Adult Top 40 (Billboard)           | 9         |
| US Mainstream Top 40(Billboard)       | 20        |